# Oppenau

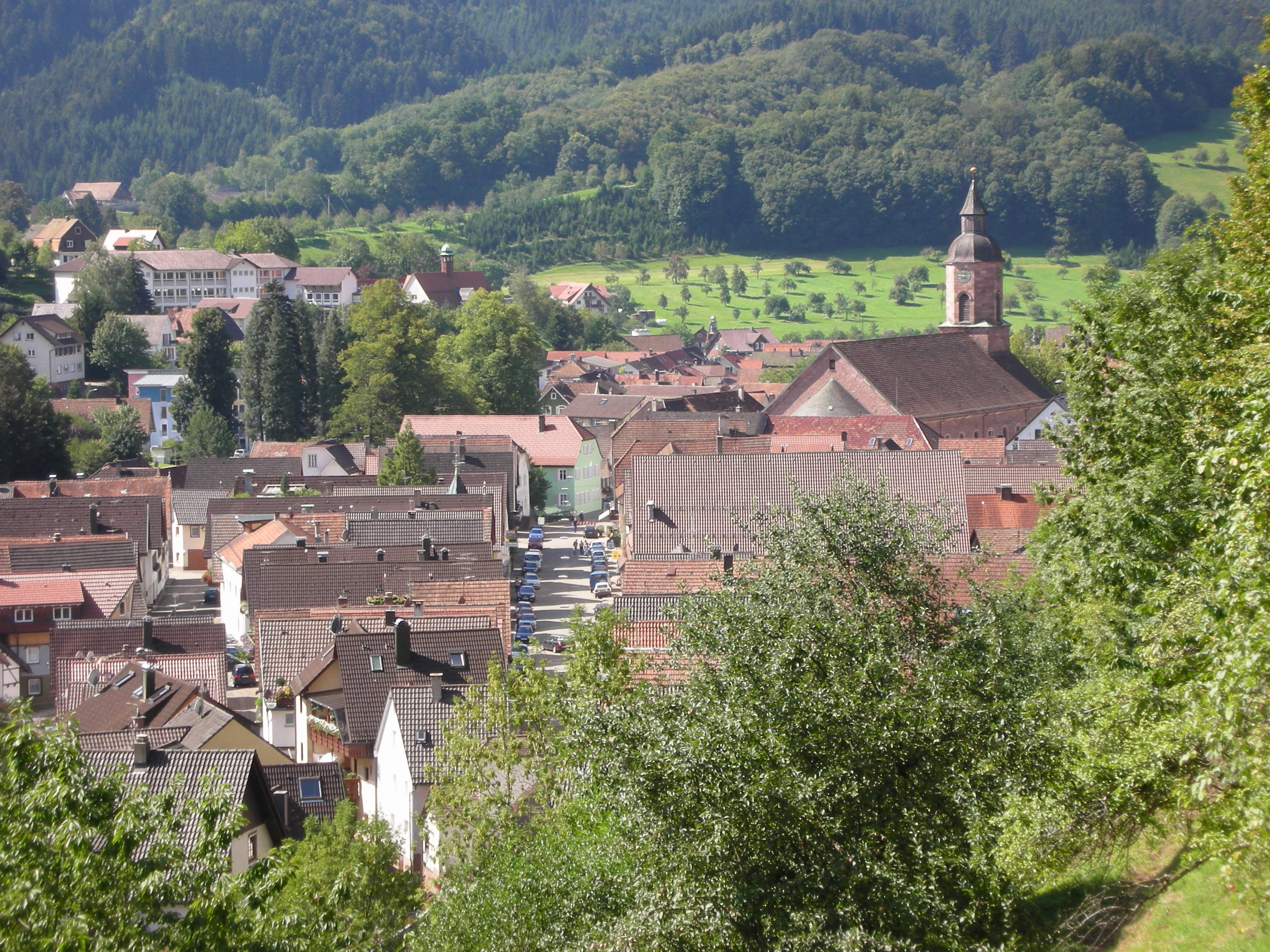
Cảnh Phố chính

Oppenau là một thị xã ở bang Baden-Württemberg, Đức. Đô thị Oppenau có diện tích 73,04 km². Dân số cuối năm 2006 là 5013 người.
Oppenau nằm trong thung lũng Rench ở rừng Đen. Các thành phố lớn nhất là Offenburg Freudenstadt.